# بركة بلاكفوت
بركة بلاكفوت، هي بحيرة صغيره شمال غرب أولد فورج في مقاطعة هيركايمر، نيويورك. ويستنزف جنوبا عبر جدول غير مسمى والذي يتدفق إلى بركة ليتل سيمون.